# Janusz Greger
Janusz Greger (ur. 8 stycznia 1932 w Baranowiczach, zm. 21 marca 2019) – polski profesor nauk medycznych, prorektor Akademii Medycznej w Łodzi, specjalista w zakresie biochemii.

## Życiorys
Ukończył VIII Państwowe Liceum im. Adama Asnyka w Łodzi, a w 1955 Wydział Lekarski Akademii Medycznej w Łodzi, ostatni rok studiów łącząc z pracą w charakterze zastępcy asystenta w Katedrze Chemii Ogólnej i Fizjologicznej tej uczelni u prof. Bronisława Filipowicza. Uzyskał stopień doktora habilitowanego, a 14 stycznia 1992 otrzymał tytuł profesora nauk medycznych. Był prodziekanem (1981–1987) i dziekanem (1987–1990) Wydziału Lekarskiego, a także prorektorem (1990–1993) Akademii Medycznej w Łodzi. Pracował w Instytucie Fizjologii i Biochemii na Uniwersytecie Medycznym w Łodzi, a potem otrzymał nominację na profesora zwyczajnego w Katedrze Biomedycznych Podstaw Pielęgniarstwa na Uniwersytecie Medycznym w Łodzi.
Był recenzentem trzech prac habilitacyjnych i 10 prac doktorskich, promotorem 7 prac doktorskich oraz głównym wykonawcą jednej pracy naukowej pt. Badanie molekularnych uwarunkowań ekspresji genu czynnika VII oraz potencjalnych diagnostycznych aspektów występowania polimorfizmu regionu promotorowego ww. genu opublikowanej 4 kwietnia 2005.
Został odznaczony m.in. Krzyżem Kawalerskim i Oficerskim Orderu Odrodzenia Polski, Złotym Krzyżem Zasługi i Medalem Komisji Edukacji Narodowej. Otrzymał także Medal im. dr. Henryka Jordana, odznaki uczelniane i odznaki honorowe Polskiego Czerwonego Krzyża.

## Wybrane publikacje
- Matrix Metalloproteinases in Lung Cancer[2]
- 1999: Further Studies on Cytostatic Activity of Alkoxymethyl Purine and Pyrimidine Acyclonucleosides[2]
- 2005: Znaczenie białka MDM2 w cyklu komórkowym[2]
- 2006: Thymidine kinase and deoxycytidine kinase activity in blood serum and lymphocytes, collected from patients with Graves' or Hashimoto's diseases[2]